# Lego Legends of Chima : Le Voyage de Laval
Lego Legends of Chima : Le Voyage de Laval (Lego Legends of Chima: Laval's Journey) est un jeu vidéo d'action-aventure développé par TT Fusion et édité par Warner Bros. Interactive Entertainment, sorti en 2013 sur Nintendo DS, Nintendo 3DS et PlayStation Vita.
Il est basé sur la gamme Lego Legends of Chima.

## Accueil
- 4Players : 62 %[2]